# نوگه گودا
نوگه گودا (به لاتین: Nugegoda) یک منطقهٔ مسکونی در سری‌لانکا است که در ناحیه کلمبو واقع شده‌است.